# Tandberg

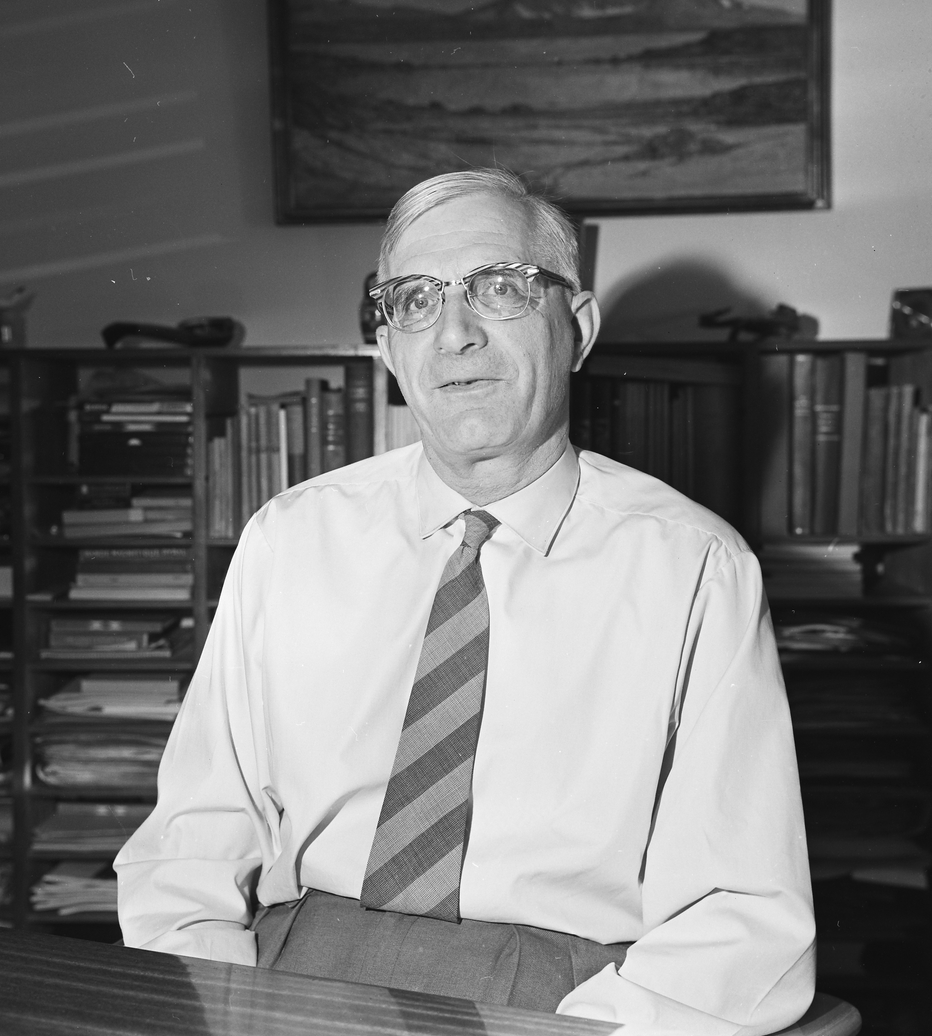
Вебьорн Тандберг (1904—1978), основатель Tandbergs Radiofabrikk

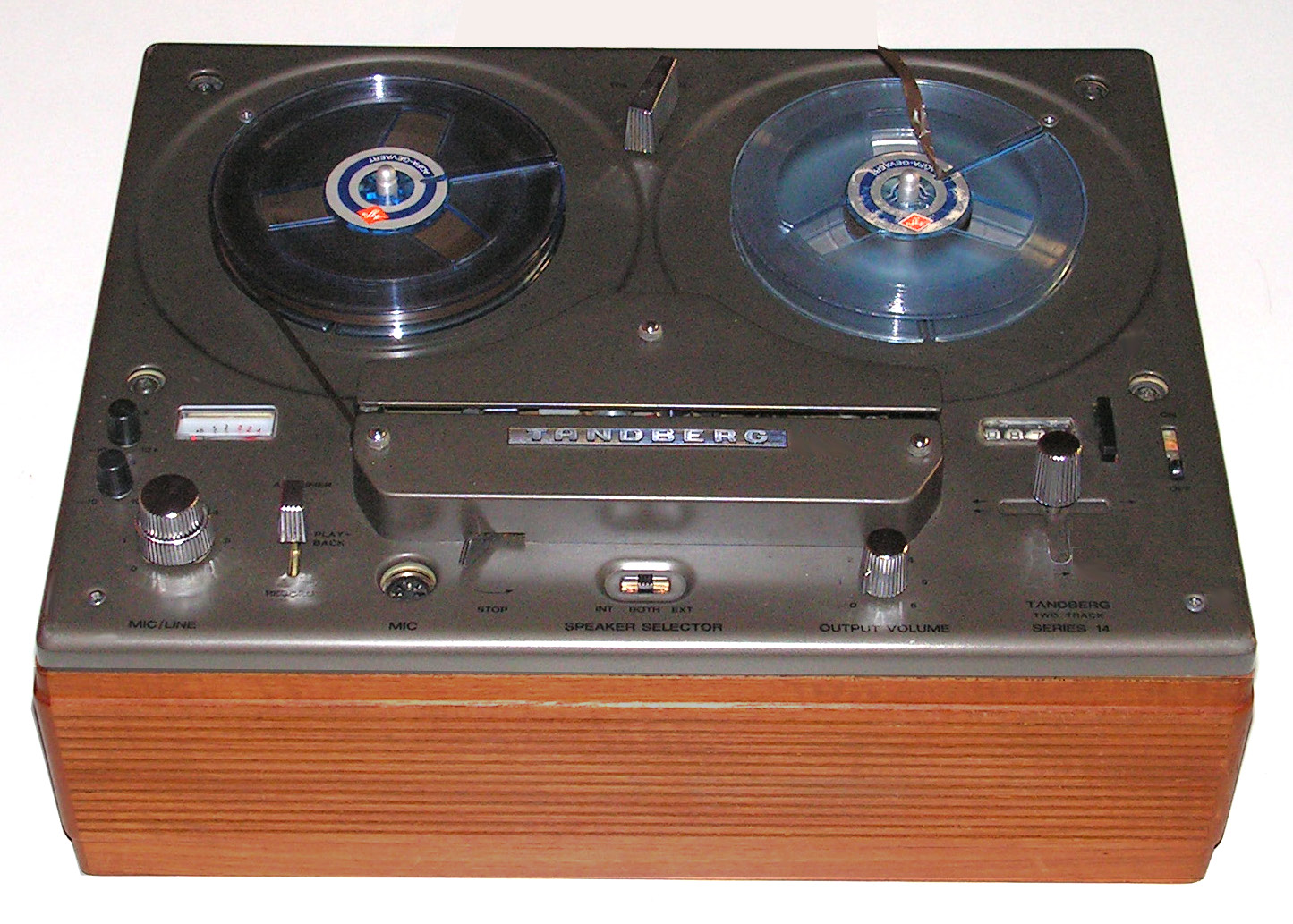
Транзисторный настольный магнитофон модели TB14 (выпускалась с 1968 года в двух- и четырёхдорожечном варианте)

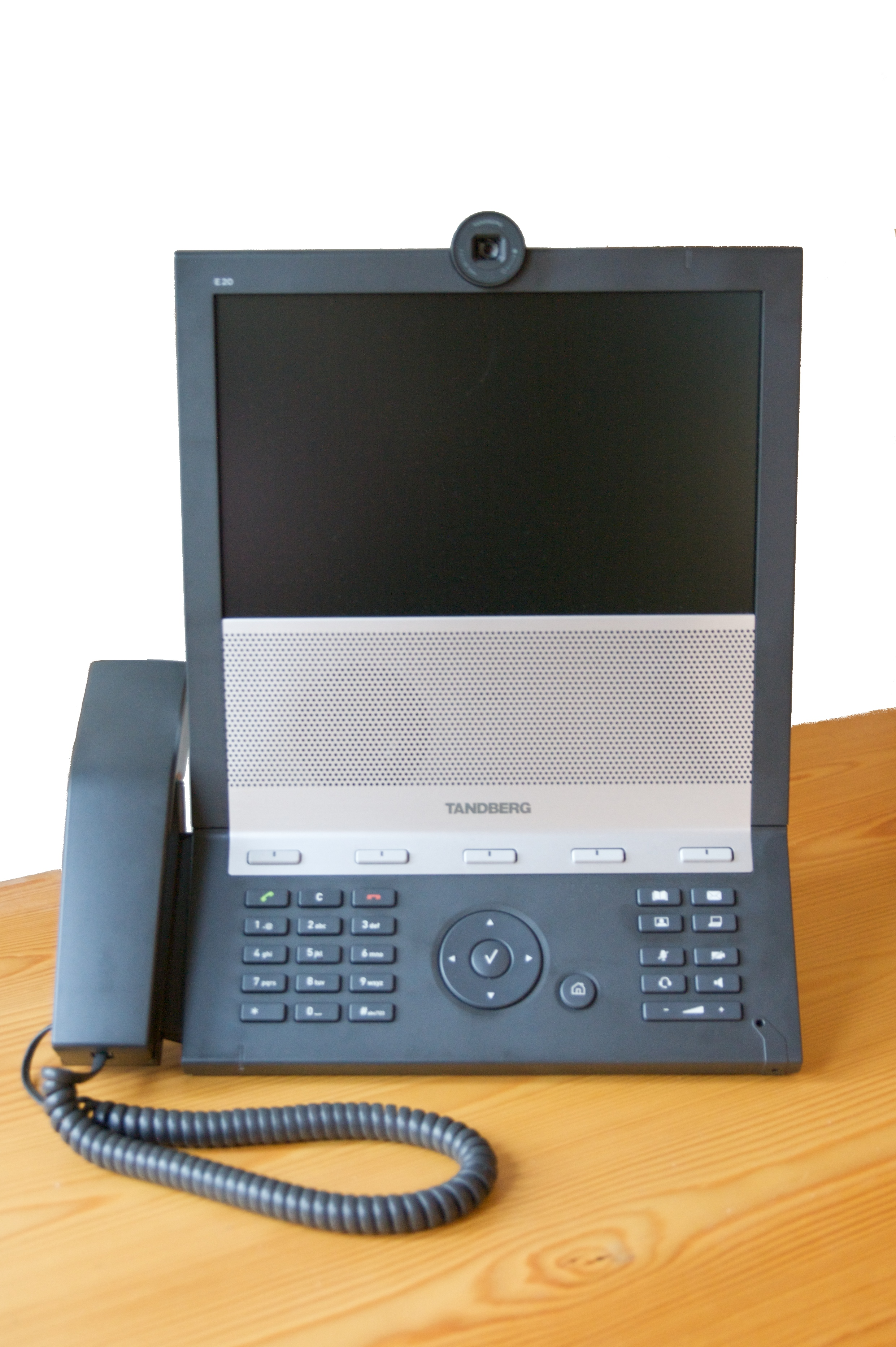
Персональный видеотелефон Tandberg E20 выпущен на рынок в 2008 году

Tandberg — норвежская компания, разработчик и производитель оборудования для видеоконференцсвязи (ВКС) высокой четкости, решений телеприсутствия и мобильных решений по видеосвязи. Компания занималась поставкой и обслуживанием оборудования для видеосвязи более чем в 90 странах мира.
В декабре 2009 г. собственником 91,1 % акций Tandberg стала американская компания Cisco Systems. Сделка обошлась покупателю в 19 миллиардов норвежских крон ($3,3 миллиарда).

## История компании
В 1933 году Вебьорном Тандбергом (норв.) была основана фабрика «Tandbergs Radiofabrikk» (норв.) по производству радиоаппаратуры.

## Компании с таким же названием
Компания изначально была одной, но сейчас существуют несколько фирм с тем же названием, ведущих свою родословную от родительской:
- SANAKO/Tandberg Educational
- Tandberg Audio
- Tandberg Unterrichtstechnik (Германия)
- Tandberg Data
- Tandberg Storage
- Tandberg Telecom (дочерняя компания, полностью принадлежащая Tandberg)
- Tandberg Television